# 코리 알드리지
코리 제롬 알드리지(영어: Cory Jerome Aldridge, 1979년 6월 13일 ~ )는 미국의 야구 선수이자, 메이저 리그 전 LA 에인절스의 외야수이다.

## 한국 프로야구 시절

### 넥센 히어로즈시절
기대 이하의 성적을 보인 좌투수 크리스 니코스키와 재계약을 포기한 넥센 김시진 감독은 타자 1명, 투수 1명으로 외국인 선수를 구성했고 이렇게 되어 트리플 A에서 활약한 코리 알드리지가 영입되었다.
3번 타자로 출장하여 도루나 안타 생산 능력에 기대를 많이 했지만 떨어지는 공에 큰 약점을 보이며 초반 굉장한 부진에 시달렸다. 그러나 곧 어느 정도 극복하여 6월 이후 팀에서 가장 좋은 타격감을 보여주며 팀의 4번타자 역할을 해주었으나, 찾아온 부상으로 2군 생활을 전전하다 얼마전 팀에 복귀하여 5번타자로서 20홈런을 치며 홈런 3위를 랭크하는 강타자의 면모를 조금이나마 보여줬다. 전체적으로 삼진이 많으나(리그 1위) 병살이 50위권 밖일 정도로 혼자 아웃되는 경우가 많고, 사구, 볼넷, 타점, 득점등 타율을 제외한 타격부분에서 상위권에 랭크되어 있다. 또한 수비범위는 평범하나 허슬 플레이가 좋고 어깨가 강해 KBO 좌익수 중에 상위권의 수비능력을 가지고 있다. 하지만 타율이 너무 낮고, 변화구 대처 능력이 떨어지는 이유로 시즌 후 재계약에 실패하였다.